# René Moulaert
René Moulaert (* 7. November 1901 in Brüssel, Belgien; † 16. Januar 1965 in Ablon-sur-Seine, Frankreich) war ein belgischer Bühnenbildner und Filmarchitekt beim französischen Kino.

## Leben und Wirken
Moulaert studierte in den frühen 1920er Jahren in seiner Heimatstadt Brüssel an der dortigen École des Beaux-Arts und arbeitete anschließend als Bühnenbildner für die Vlaamse Volkstoneel (flämische Volksbühne). 1927 ging Moulaert nach Paris, wo er zu Beginn der Tonfilmzeit erstmals als Filmarchitekt arbeiten durfte. Dennoch blieb auch in der französischen Hauptstadt zunächst die Bühne (vor allem das Théâtre Populaire de Paris) sein Hauptbetätigungsfeld, wo er mehrfach mit dem Schauspieler Louis Jouvet zusammenarbeitete. Mit Beginn der Besatzungszeit (ab 1940) gewann Moulaerts Kinokarriere an Fahrt zu gewinnen. In seiner beruflichen Laufbahn war der Belgier für zahlreiche führende Unterhaltungsfilmregisseure Frankreichs tätig. Anfangs entwarf er vor allem die Kulissen zu Inszenierungen von Marcel L’Herbier, mehrfach in Zusammenarbeit mit dem erfahreneren Kollegen Marcel Magniez, später arbeitete Moulaert auch mit L’Herbiers Kollegen Louis Daquin, Jacques Tati und Julien Duvivier zusammen. 
Im Laufe der 1950er und 1960er Jahre verflachte Moulaerts Œuvre. Er stattete nunmehr zumeist einfach gehaltene Unterhaltungsfilme für die Massen aus, vor allem die routinierten Werke Bernard Borderies, in denen Eddie Constantine die Hauptrollen spielte. Zuletzt gestaltete Moulaert die plüschigen Kulissen zu Borderies ersten beiden Angélique-Abenteuerromanzen. Moulaerts bedeutendste Arbeit entstand gleich nach Kriegsende 1945: Für Jean Cocteaus Filmmärchen „Es war einmal“ schuf er an der Seite des jüngeren Kollegen Lucien Carré „traumverloren schöne Phantasiewelten, die ein Höchstmaß an Einfallsreichtum, Poesie und Imaginationskraft verrieten.“

## Filmografie
- 1932: Le mariage de Mlle Beulemans
- 1933: Der Falschspieler (L’épervier)
- 1939: Dédé la musique
- 1939: Das Glück (La comédie du bonheur)
- 1941: La nuit fantastique
- 1942: Madame et le mort
- 1942: Le voyageur de la Toussaint
- 1943: Fräulein vom Amt (Service de nuit)
- 1945: Patrie
- 1945: Es war einmal (La belle et la bête)
- 1946: Hier irrte die Justiz (Contre-enquête)
- 1946: Histoire de chanter
- 1947: Tatis Schützenfest (Jour de fête)
- 1947: Rocambole
- 1947: La vie en rose (La vie en rose)
- 1948: Die Liebenden von Verona (Les amants de Vérone)
- 1948: Vire-vent (auch Co-Drehbuch)
- 1949: Histoires extraordinaires
- 1949: Eine Heilige unter Sünderinnen (Au royaume des cieux)
- 1949: Keine Ferien für den lieben Gott (Plus des vacances pour le bon dieu)
- 1949: Véronique
- 1950: Seine Majestät, der Seehund (Mon phoque et elles)
- 1950: Unter dem Himmel von Paris (Sous le ciel de Paris)
- 1951: Chefarzt Dr. Delius (Un grand patron)
- 1951: Seuls au monde
- 1951: Die Nacht ist mein Reich (La nuit est mon royaume)
- 1952: Brelan d’as
- 1952: Der Schnee war schmutzig (La neige était sale)
- 1953: Im Banne des blonden Satans (Le môme vert le gris)
- 1953: Der Arzt und das Mädchen (Le guérisseur)
- 1953: Serenade für zwei Pistolen (Les femmes s'en balancent)
- 1953: Liebe ohne Gnade (L’esclave)
- 1953: Dürfen Frauen so sein ? (Secrets d’alcôve)
- 1954: König der Wüste (Fortune carrée) (auch Kostüme)
- 1955: Die Helden sind müde (Les héros sont fatigués)
- 1956: Die Hexen von Salem (Les sorcières de Salem)
- 1956: Heiße Küsse, scharfe Schüsse (Incognito)
- 1957: Morphium, Mord und kesse Motten (Ces dames prefèrent le mambo)
- 1957: Casino de Paris (Casino de Paris, auch Kostüme)
- 1957: Nächte auf Tahiti (Le passager clandestin)
- 1958: In die Falle gelockt (Délit de fuite)
- 1958: Die erste Nacht (La prima notte)
- 1959: Der Gorilla schlägt zu (La valse du gorille)
- 1959: Sergent X
- 1960: Eddie geht auf's Ganze (Comment qu'elle est!)
- 1960: Der Boß und sein Engel (Le caïd)
- 1960: Bevor der Mensch zum Teufel geht (La fête espagnole)
- 1960: Die Sahara brennt (Le Sahara brûle)
- 1961: Die drei Musketiere (Les trois mousquetaires)
- 1962: Der scharlachrote Musketier (Le chevalier de Pardaillan)
- 1963: Zum Nachtisch blaue Bohnen (A toi de faire, Mignonne)
- 1963: Vorsicht, meine Damen (Méfiez-vous, mesdames)
- 1963: Der Triumph des Musketiers (Hardi Pardaillan)
- 1964: Heiße Hölle Bangkok (Banco pour Bangkok à OSS 117)
- 1964: Angélique (Angélique, marquis des anges)
- 1964: Angélique, 2. Teil (Merveilleuse Angélique)